# Malona Taukatea
Malona Taukatea (1 juni 1990) is een Tuvaluaans voetballer die uitkomt voor Lakena United.
Malona deed al twee keer mee met Tuvaluaans zaalvoetbalteam bij de Oceanian Futsal Championship, in 2010 en 2011. Hij speelde al tien wedstrijden voor Tuvalu.
1 Tailolo ·
2 Sogivalu ·
3 Taukatea ·
4 Lepaio ·
5 Maleko ·
6 Petaia ·
7 Ionatana ·
8 Uaelesi ·
9 Petaia ·
10 Panapa ·
11 Tiute ·
12 Timuani ·
Coach: Vave